# Ревес, Дьёрдь
Дьёрдь Ре́вес (венг. Révész György; 16 октября 1927, Будапешт, Венгрия — 2 апреля 2003, там же) — венгерский кинорежиссёр и сценарист.

## Биография
В 1950 году окончил Академию театра и кино в Будапеште. Работал редактором киностудии «Хунния». В большом кино — с 1954 года («Дважды два иногда пять»).
Сын Габор Ревес (венг. Révész Gábor; род. 1965) — сценарист.

## Избранная фильмография

### Режиссёр
- 1954 — Дважды два иногда пять / Kétszer kettö néha öt
- 1956 — Праздничный ужин / Ünnepi vacsora
- 1957 — В полночь / Éjfélkor
- 1958 — Что за ночь! / Micsoda éjszaka!
- 1959 — Подходящий человек / A megfelelö ember
- 1961 — Четверо по течению / Négyen az árban
- 1962 — Земля ангелов / Angyalok földje (по роману Лайоша Кашшака)
- 1962 — Заморозки / Fagyosszentek
- 1963 — Как дела, молодой человек? / Hogy állunk, fiatalember?
- 1964 — Да / Igen (в советском прокате «История одной любви»)
- 1965 — Нет / Nem
- 1966 — Лиха беда начало / Minden kezdet nehéz
- 1967 — Три ночи любви / Egy szerelem három éjszakája
- 1968 — Лев готовится к прыжку / Az oroszlán ugrani készül
- 1969 — Путешествие вокруг моего черепа / Utazás a koponyám körül
- 1970 — Богу свойственно ошибаться / Tévedni isteni dolog (ТВ)
- 1971 — Жила-была семья / Volt egyszer egy család
- 1972 — Мартин-кукушка / Kakuk Marci
- 1972 — Легенда Пендрагона / A Pendragon legenda
- 1975 — Старик / Az öreg
- 1976 — Два моста между близкими берегами / Két pont között a legrövidebb görbe
- 1977 — Кто меня видел? / Ki látott engem?
- 1979 — Венгры в прериях / Magyarok a prérin (д/ф)
- 1981 — Защитник от смерти и воскрешение / A hátvéd halála és feltámadása (ТВ)
- 1983 — Стремглав / Hanyatt-homlok
- 1983 — Как распадается сноп / Mint oldott kéve (сериал)
- 1987 — Миклош Акли / Akli Miklós

### Сценарист
- 1957 — В полночь / Éjfélkor
- 1958 — Что за ночь! / Micsoda éjszaka!
- 1959 — Подходящий человек / A megfelelö ember
- 1968 — Лев готовится к прыжку / Az oroszlán ugrani készül
- 1969 — Путешествие вокруг моего черепа / Utazás a koponyám körül
- 1971 — Жила-была семья / Volt egyszer egy család
- 1972 — Мартин-кукушка / Kakuk Marci
- 1972 — Легенда Пендрагона / A Pendragon legenda
- 1975 — Старик / Az öreg
- 1976 — Два моста между близкими берегами / Két pont között a legrövidebb görbe
- 1981 — Защитник от смерти и воскрешение / A hátvéd halála és feltámadása (ТВ)
- 1987 — Миклош Акли / Akli Miklós

## Награды
- 1963 — премия имени Белы Балажа
- 1970 — Заслуженный артист ВНР